# Nicklas Sahl
Nicklas Sahl (født 19. februar 1997) er en dansk sanger, guitarist og sangskriver. Han voksede op i Hadsten, men flyttede til København i slutningen af 2017 for at udleve sin drøm som musiker.

## Baggrund
Nicklas Sahl fik allerede som 4-årig første gang en guitar i hånden - efter eget udsagn én han havde "lånt" af sin lillesøster. Sange og musik fyldte i det hele taget meget i den unge Nicklas' liv. Dog er dette ikke noget der har ligget til familien, men han kan huske at de sad og så et musikprogram. Nicklas blev nemlig som 7 årig fanget af programmet "Scenen af din" hvor Simone optrådte. Til jul samme år fik han sin lærers guitar, da hun skulle have en ny. Dette betød at han som 7-årig valgte at fodboldbanen skulle skiftes ud med musikskolen.[kilde mangler]
Efter folkeskolen tog han på Mellerup Efterskole, der ligger ikke så langt fra bardomshjemmet. Her fandt han flere ligesindede musikkammerater, og drømmen om en karriere som professionel musiker voksede.
Nicklas Sahl blev student fra Favrskov Gymnasium i 2017, hvorefter han flyttede til København for at spille musik. Musikeren havde hvert år spillet til open by night i Hadsten, ude foran Mettes skobutik, og ønskede nu at se hvor drømmene kunne føre hen.[kilde mangler] Han startede først med at læse engelsk på Københavns Universitet, men droppede ud igen, da karrieren tog fart.. Han nævner at grunden til at han flyttede til København var at han følte, at man kunne plukke drømmene ude i haven. 

## Karriere
Nicklas Sahl underskrev pladekontrakt hos Warner Music Denmark i starten af 2018.
Han debuterede i april 2018 med singlen "Hero", der blev udgivet af Warner Music Denmark og denne blev ugens undgåelige på P3. Den 22. juni samme år blev singlen "New Eyes" udgivet, som nåede nr. 24 på hitlisterne i Danmark. I april 2019 udkom så debutalbummet "Planets", som nåede 15. pladsen på listen over de mest solgte albummer i Danmark det år.
Siden August 2019 har Nicklas Sahl været tilknyttet Universal Music Publishing Group
Nicklas har siden han startede med at lave musik været nomineret og vundet adskillige priser. I 2019 vandt han for eksempel en MTV EMA for “Bedste Danske Kunstner”, Carl Prisen for “Årets Komponist” og blev nomineret til 2 Danish Music Awards. I 2020 blev han nomineret til The voice prisen. I 2019, 2021 og 2023 blev han nomineret til henholdsvis 4 og 5 Gaffa priser.
 Der er for få eller ingen kildehenvisninger i dette afsnit, hvilket er et problem. Du kan hjælpe ved at angive troværdige kilder til de påstande, som fremføres.

Nicklas har spillet mange koncerter i løbet af årene hvor af mange har været udsolgte. Han har både spillet festivaler og egne koncerter, som har været i Danmark og Tyskland. Til disse koncerter samler han et bredt publikum, som tydeligt viser at han rammer mange forskellige aldersgrupper med sine fortællinger. Disse fortællinger er noget mange kan relatere til i både hans egen generation, men ikke mindst også i de andre generationer. Han fanger dem også igennem sin fantastiske sang talent og sin jordnære optræden, hvor han kombinere sin musik med humor og fortællinger om sit liv. 

## Filmmusik
Nicklas Sahl skrev i 2019 titelsangen til filmen "Kollision". Sangen, der kom til at hedde "Hvis Jeg Kunne Blive Som Dig", udkom sammen med filmen 31. oktober og blev samtidig hans første på dansk.
Til musikmagasinet 'Bands of Tomorrow' udtalte han blandt andet:
"Jeg har længe drømt om at lave musik til film, så da Mehdi Avaz spurgte, om jeg ville lave titelsangen til deres kommende film, blev jeg meget beæret og syntes, det lød helt vildt spændende. Jeg tog sammen med min producer Birk Storm ind og så en visning på filmen, knuselskede den, skrev det, der blev titlen til nummeret, ned på min mobil og gik efterfølgende direkte hjem og skrev sangen."

## Toppen af Poppen
Nicklas har deltaget i Musikprogrammet Toppen af Poppen på TV2 i 2022. Her deltog han sammen med artisterne Martin Brygmann, Kira Skov, Maximillian, Iris Gold, Steen Jørgensen og Soleima. Nicklas skulle i hvert program fremføre sin version af hver af de 6 andre artister og de andre skulle fremføre hans sange. Her er de af de andres sange, som Nicklas fremførte og de andre artisters valg af hans sange, som de fremførte: 
- Afsnit 1 var Martin Brygmanns afsnit og her fremførte Nicklas sin version af "For kendt til dette sted"
- Afsnit 2 var hans eget afsnit og her valgte de andre seks artister at fremføre deres version af "New eyes", "Four Walls", "Planets", "Hvis jeg kunne blive som dig", "Say it back" og "Wild birds fly".
- Afsnit 3 var Kira Skovs afsnit og her fremførte Nicklas sin version af "Save me"
- Afsnit 4 var Maximillians afsnit og her fremførte Nicklas sin version af "Too young", som var en sang, de havde skrevet sammen.
- Afsnit 5 var Iris Golds afsnit, og her fremførte Nicklas sin version af "All i really know"
- Afsnit 6 var Steen Jørgensens afsnit og her fremførte Nicklas sin version af "Holler high"
- Sidste afsnit var Soleims afsnit og her fremførte Nicklas sin version af "Breathe"

## Podcast
Nicklas Sahl har i 2024 udgivet en podcast der hedder "Ung mand" sammen med Louis Mendal.
 Der er for få eller ingen kildehenvisninger i dette afsnit, hvilket er et problem. Du kan hjælpe ved at angive troværdige kilder til de påstande, som fremføres.

I denne podcast sætter de fokus på, hvordan det er at være ung mand i dag. De nævner, at denne podcast har de startet, for at de selv kan blive bedre til at åbne sig. De udgiver den med ønske om at inspirere andre unge mænd og samtidig gøre, at kvinder får et indblik i disse unge mænds hoveder. 
Episoder:
- "Ung Mand - Introduktion" (15 juli 2024)
- "Præstationskultur- "Er jeg god nok?" feat. Simon Gents" (15 juli 2024)
- "Kvinder spørger Ung mand feat. Michelle Demir" (15 juli 2024)
- "Kedsomhed - "Jeg tog en hel uge i sommerhus bare for at kede mig" feat. Prototypen" (15 juli 2024)
- "Catch up - For gammel til Roskilde camp, og kunsten at skrubbe sin ovn" (26 august 2024)
- "Vrede - "Jeg har altid været enormt bange for vrede" feat. Emil Harm" (26 september 2024)
- "At se sig selv gennem andres øjne feat. Daniel Munk" (31 oktober 2024)
- "Mandefællesskaber - "Hey drenge, jeg har det dårligt. Lad os tale om det" feat. Nicolai Kirkegaard Iding" (14 november 2024)

## Diskografi
| Album: - "Planets" (2019) - "Unsolvable" (2020) - "God Save The Dream" (2022)' - "Nicklas Sahl synger Toppen af poppen" (2022) | Singler: - "Hero" (2018) - "New eyes" (2018) - "Hvis jeg kunne blive som dig" (2019) - "Four walls" (2019) - "There for you" (2019) - "In the window frame" (2020) - "Unsolvable" (2020) - "Careful feat. Emelie Hollow" (2021) - "Quit Sugar" (2022) - "Miss her feat. Maximillian" (2023) - "Mercy" (2023) - "København, Min ven" (2023) - "Get me up" (2023) - "Except me(2024) - "You like drugs" (2024) - "Restless Peace feat. IVAN$ITO" (2024) - "Save Me feat. Tina Dickow" (2024) - "Der står et lys" (2024) |